# 梅ヶ島金山
梅ヶ島金山（うめがしまきんざん）は、駿河国安倍郡（現・静岡県静岡市葵区）で採掘されていた金山である。現在は閉山。
梅ヶ島金山は梅ヶ島村の日影沢金山（ひかげざわきんざん）、関之沢金山（せきのさわきんざん）、および入島村の湯ノ森金山（ゆのもりきんざん）などの総称であり、井川村の笹山金山（ささやまきんざん）を中心とする井川金山（いかわきんざん）も含めて、安倍金山（あべきんざん）と呼ばれる。

## 略史

### 古代・中世
梅ヶ島村においては仁徳天皇の代に初めて金を朝廷に献上しており、延喜2年（902年）にも産出があったという。享禄年間には今川氏の治下に繁盛し、これを「元栄」（もとさかえ）、その後慶長年間の徳川氏の治下による繁盛を「中栄」（なかさかえ）と呼ぶ。
『今川記』によれば安倍郡の金鉱は享禄以前から採掘され、永正年間以来、幕府や公家へしばしば金を贈っているという。永正16年（1519年）には今川氏親が年礼金10両を幕府に進呈し、享禄4年（1531年）には氏親の兄にあたる、中御門宣胤の男の宣秀の許へ金を贈っている。『実隆公記』には永正年間以来、今川氏から公家に金が贈られた記事が散見される。永正14年（1517年）、今川軍が遠江守護の斯波義達の居城引間城を攻めた際、安倍の金堀衆らに城内の井戸を堀崩させて攻め落としたことが『宗長日記』や『今川家譜』に記されている。
駿河侵攻の後、永禄年間末期には梅ヶ島金山は武田氏の直領となり、元亀元年（1570年）に梅ヶ島の地侍、百姓にあてた『武田氏朱印状』に「如前々可為御領所、然則存其旨、御上貢等可相勉」とある。
武田氏滅亡後、やがて梅ヶ島は中村一氏の所領となるが、慶長3年（1598年）の豊臣氏の『蔵納目録』には「駿河九枚、駿河黄金山、中村式部少輔」とあり、この時代、諸国の金山運上額と比べても駿河の金山はそれほど盛山ではなかった。

### 江戸時代

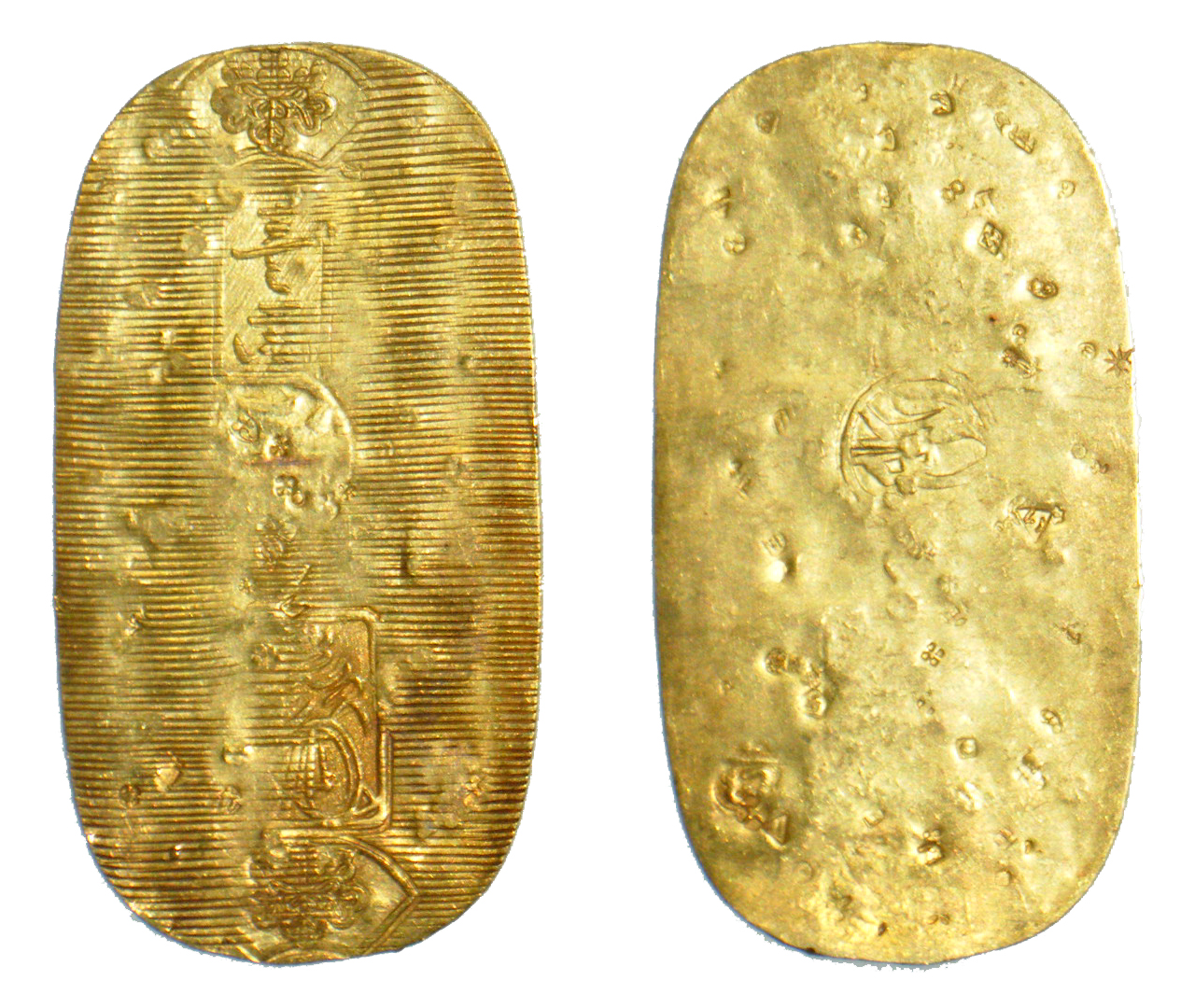
慶長小判

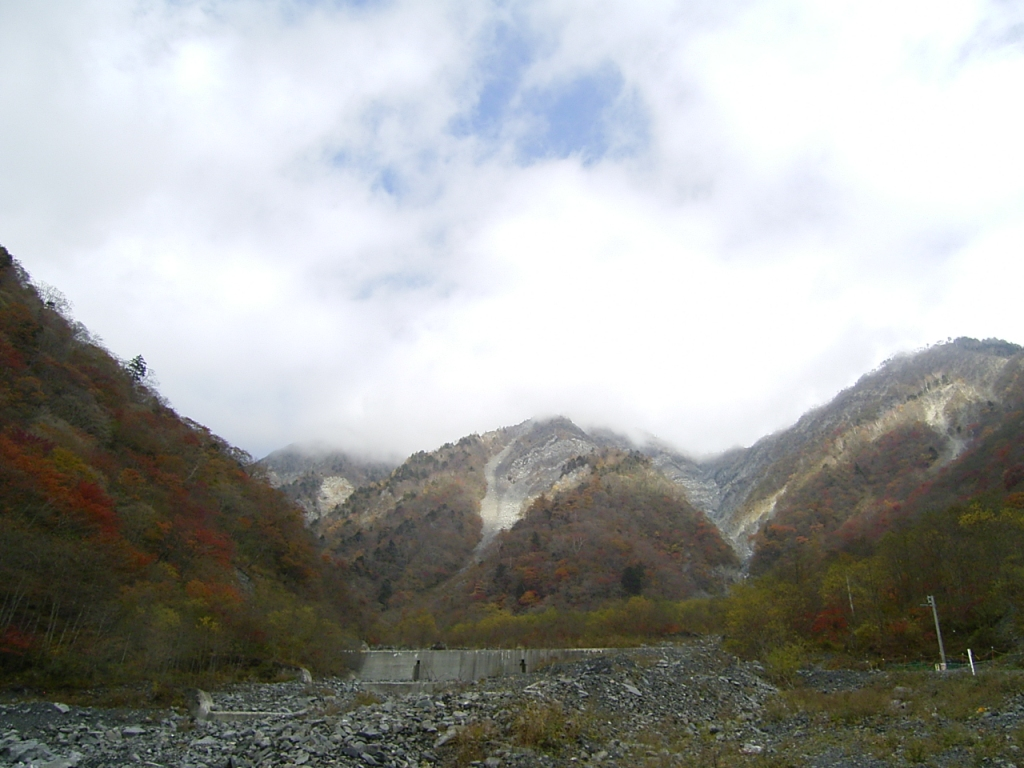
大谷崩

中村氏転封後、梅ヶ島は徳川氏の天領となり、慶長6年（1601年）頃から金抗の積極的開発が始まった。今川時代は安倍川流域の砂金採集が中心であったが、江戸時代に入り坑道掘りすなわち間歩稼業も盛んに行われるようになった。産金は当初は駿府の小判座（金座）で慶長小判に鋳造され、慶長17年（1612年）に駿府金座が銀座と共に江戸へ移転した後も、棹金は江戸に送られ小判の材料とされた。慶長の盛山は元和年間頃もなお継続したが、その後衰え、金山は幕府直轄から村請に変更となった。梅ヶ島村・井川村共に米作は皆無に等しく少量の麦・雑穀・芋などを作り、木材・桑・茶などがこれを補充していた。このような生産条件により村民にとって採金稼業は常に重要性を持っていた。慶長年間の坑道掘りは日傭労働の供給源となっていたと推定される。
貞享元年（1684年）には駿府町人桑名屋六郎兵衛ら28名が、代官近山六左衛門を通じ5年限りとして勘定奉行の許可の下、日影沢金山を開発して繁盛を取り戻し金6000両余を運上していた。貞享3年（1686年）には出金も少なくなり荷分山となり、無用となった梅ヶ島・入島・井川七ヶ村の鏈御蔵御番所が入札を以て払い下げられている。5ヵ年の期限後、御手山となったが元禄4年（1691年）には村請となった。
ところが、宝永4年（1707年）に起こった宝永地震によって間歩が崩壊したため、坑道を維持管理し坑内の水抜きを行うため金山の開発を請負った商人桑名屋六郎兵衛は正徳3年（1713年）、時の代官鈴木小右衛門に御金3500両を7年賦で拝借を願い出るに至った。この地震では金山に近い安倍川支流の大谷川源流で大規模な大谷崩が発生し土砂が流れ天然ダムを形成して大池が出来、梅ヶ島村仏山御林は湛水により年々埋没した。享保7年（1722年）には御林の2/3が埋没するに至り枯木も多くなり、廻り道を余儀なくされ冬は雪により百姓らも通路に難儀したため梅ヶ島村名主埜右衛門は代官所に百姓救済のため舟道具作製用の枯木を払い下げ頂くよう請願した（『秋山家文書』）。
宝永5年・6年（1708・1709年）は金山留山となり保護のため採掘が禁止され、村民は困窮し村請を申請した。翌宝永7年（1710年）から正徳2年（1712年）までは乾字金7両の運上で村請、正徳3年（1713年）から享保6年（1721年）までは新金3両3分運上で桑名屋が請負った。
享保17年（1732年）から5年間、江戸町和久屋源左衛門が試掘を行い、村民が追堀役金を上納し、廃鉱石や砂金を採取し小玉金にして売っていたが、享保20年（1735年）には間歩6ヶ所から出水し水抜きに費用が掛り採算が取れず衰退していった。天保9年（1838年）には土砂崩れが発生し採掘は中止され、金堀衆らは大谷崩の堆積地である梅ヶ島新田に移住していった。日影沢に近い梅ヶ島新田の民家の庭先には金山で鉱石をすり潰すために用いられた石臼が残る。

### 近代以降
その後採掘が再開され、昭和10年（1935年）頃には盛期もあったが第二次世界大戦後に閉山された。
現在は日影沢金山の坑道などの遺跡を廻る遊歩道が整備されている。

## 金鉱
梅ヶ島日影沢金山の金鉱石は、古生代の粘板岩を通る珪石脈中に黄鉄鉱を伴い現出する自然金（山金）である。この地域は糸魚川静岡構造線が東側を通り瀬戸川層群（四万十層群）が分布し、古第三系中の石英、方解石脈に由来した金鉱である。